# David Engel (historiador)
David Engel (nacido en 1951) es un historiador estadounidense y Profesor de Estudios sobre el Holocausto y Judaísmo en la Universidad de Nueva York. Engel recibió su Ph.D. de la Universidad de California en Los Ángeles en 1979 y completó estudios postdoctorales en la División de Estudios sobre el Holocausto de la Universidad Hebrea, Instituto de Judería Contemporánea en Jerusalén.
David Engel es miembro del Instituto de Investigación de la Diáspora en la Universidad de Tel Aviv y miembro de la Comisión Carnegie sobre Ética y Asuntos Internacionales y de la Comisión sobre Relaciones Polaco-Judías desde 2002. En 1986-87, Engel recibió honores como Conferencista Destacado en la Universidad de Tel Aviv; en 1996, fue galardonado con el Golden Dozen Award por Excelencia en la Enseñanza de Pregrado en la Universidad de Nueva York.

## Publicaciones
- Sionismo. Harlow, Inglaterra: Pearson Longman, 2009 (serie: Short histories of big ideas).
- Entre la Liberación y la Huida: Sobrevivientes del Holocausto en Polonia y la Lucha por el Liderazgo, 1944-1946, en hebreo. Tel Aviv: Am Oved Publishers, 1996.
- Enfrentando un Holocausto: El Gobierno Polaco en el Exilio y los Judíos, 1943-1945. University of North Carolina Press, 1993.
- A la Sombra de Auschwitz: El Gobierno Polaco en el Exilio y los Judíos, 1939-1942. University of North Carolina Press, 1987.